# Platylabus spiraculus
Platylabus spiraculus là một loài tò vò trong họ Ichneumonidae.